# غلين جوندريزيك
غلين جوندريزيك (بالإنجليزية: Glen Gondrezick)‏ مواليد 30 أغسطس 1955 في بولدر - الوفاة 27 أبريل 2009، كان لاعب كرة سلة أمريكي. بدأ مسيرته الاحترافية في سنة 1977. تم اختياره من قبل فريق نيويورك نيكس خلال الدرافت. بلغ طوله 6 قدم 6 بوصة (2.0 م). اعتزل اللعب في 1984. لعب مع نيويورك نيكس ودنفر ناغتس.

## روابط خارجية
- غلين جوندريزيك على موقع إن بي أي (الإنجليزية)
- غلين جوندريزيك على موقع سبورتس رفرنس (الإنجليزية)
- غلين جوندريزيك على موقع كلية كرة السلة في سبورتس رفرنس.كوم (الإنجليزية)
- غلين جوندريزيك على موقع ريلجم (الإنجليزية)
- غلين جوندريزيك على موقع بروبوليرز (الإنجليزية)